# Naissance en 1170
Naissance
- 1166
- 1167
- 1168
- 1169
- 1170
- 1171
- 1172
- 1173
- 1174

Cette page dresse une liste de personnalités nées au cours de l'année 1170 :
- 23 avril : Isabelle de Hainaut, reine de France, épouse de Philippe Auguste. († 15 mars 1190).
- 28 juin[1] : Valdemar II de Danemark dit le Victorieux, roi de Danemark en 1202 (mort en 1241).

- Agnès Ire de Nevers, comtesse de Nevers, d'Auxerre et de Tonnerre.
- Asukai Masatsune, poète et courtisan (kuge) japonais.
- Bérangère de Navarre, reine consort d'Angleterre et princesse de Navarre.
- Eustache le moine, pirate français (mort en 1217).
- Dominique de Guzmán, fondateur de l’ordre des dominicains (mort en 1221).
- Gilles Ier de Beaumetz, seigneur de Beaumetz et Bapaume.
- Ranulph de Blondeville, 6e comte de Chester et 1er comte de Lincoln, vicomte héréditaire de l'Avranchin et du Bessin.
- Henri Ier Clément, seigneur du Mez et d'Argentan, maréchal de France.
- Amaury Ier de Craon, seigneur de Craon, de Chantocé et d'Ingrandes, de Candé, de Segré, de Durtal, de Baugé et de Lude et sénéchal d'Anjou.
- Marguerite de Blois, comtesse de Blois et de Châteaudun.

## Crédit d'auteurs
- Cet article est partiellement ou en totalité issu de l'article intitulé « 1170 » (voir la liste des auteurs).